# Albrecht von Schlieckmann
Albrecht Heinrich Carl von Schlieckmann (né le 28 août 1835 à Magdebourg et mort le 15 mai 1891 à Königsberg) est un avocat administratif prussien.

## Biographie
Schlieckmann est le fils de l'avocat Heinrich von Schlieckmann (de), qui exerce les fonctions de magistrat à Magdebourg et est élevé à la noblesse prussienne. Il étudie au lycée de Schulpforta. Après avoir obtenu son diplôme d'études secondaires, il étudie le droit à l' Université Robert-Charles de Heidelberg. En 1855, il est accepté dans le Corps Vandalia Heidelberg (de). Il passe à l'Université Frédéric-Guillaume de Berlin et à l'Université de Breslau. En 1857, il reçoit son doctorat et la même année, il devient auscultateur à Breslau. En 1862, il devient assesseur de la cour, en 1864 administrateur (de) de l'arrondissement de Querfurt (de), en 1876 conseiller principal du gouvernement et directeur du département du district de Gumbinnen. Il est également membre du parlement provincial de Saxe (de). Les autres postes de sa carrière sont : vice-président de la police à Berlin en 1878, président du district de Gumbinnen en 1879, sous-secrétaire d'État au ministère prussien de l'Intérieur en 1881. En 1882, il devient haut président de Prusse-Orientale avec son siège à Königsberg. Il est également membre du conseil d'administration de l'Université Albertus de Königsberg. Il est membre du Conseil d'État prussien.
De 1878 à 1881, de 1884 à 1891, Schlieckmann siège en tant que représentant conservateur allemand à la 1re circonscription administrative du district de Gumbinnen au Reichstag. Schlieckmann est le propriétaire du manoir du Kleineichstädt.

## Honneurs
- Doctorat honoris causa de l'Université de Königsberg (1890)